# John Little McClellan
John Little McClellan, né le 25 février 1896 à Sheridan et mort le 28 novembre 1977, est un homme politique américain membre du Parti démocrate. Il est membre du Congrès des États-Unis, d'abord pendant quatre années à la Chambre des représentants (1935-1939), puis pendant 34 ans au Sénat (1943-1977), représentant l'Arkansas dans les deux cas.